# 車港城
車港城位於中國廣東省深圳市皇崗口岸旁，於20世紀90年代中期由發展商興建，原计划令港方車輛停泊後乘客進入中方，但計劃告吹。此后停車場空置，深圳市政府回購停車場。香港立法會于2002年曾討論改建車港城用作一地兩檢之用。2010年4月26日起開始改建為出境大廳，以實施出入境旅客分流。